# Матиса, Айна
А́йна Ма́тиса (латыш. Aina Matīsa; 14 июня 1938) — советский и латвийский театральный режиссёр и педагог.

## Биография
Айна Матиса родилась 14 июня 1938 года в Медневской волости Яунлатгальского уезда, в учительской семье. Сестра — актриса Мара Матиса.
После школы, окончила Рижский техникум работников культуры и образования (1956) и режиссёрское отделение театрального факультета Латвийской государственной консерватории им. Я. Витола (1964).
Работала режиссёром Латвийского телевидения (1964—1968), руководителем Народной студии киноактёра Рижской киностудии (1968—1993). Была преподавателем актёрского мастерства в нескольких студиях Театра Дайлес и актёрских курсах Кукольного театра. С 1998 года педагог по сценической речи Латвийской академии культуры.
В 1982 году на Рижской киностудии сыграла небольшую, но запоминающуюся роль в мелодраме режиссёра Петериса Крылова «Моя семья».
Принимала участие в международном театральном проекте C:ONTACT, плодом которого стал спектакль «Рассказы моего сердца», премьера которого прошла на сцене Театра Дайлес 30 января 2010 года.
Вдова режиссёра и театрального деятеля Арнольда Лининьша (годы жизни 1930—1998).

## Творчество

### Режиссёрские работы

#### Художественный театр им. Я. Райниса (Театр Дайлес)
- 1964 — «Тополёк мой в красной косынке» по повести Чингиза Айтматова (дипломная работа)
- 1969 — «Жаворонок» Жана Ануя
- 1973 — «Антигона» Жана Ануя (совместно с Арнольдом Лининьшем)
- 1974 — «Орфей» Леонида Жуховицкого
- 1976 — «Чайка» А. П. Чехова (совместно с Арнольдом Лининьшем и Карлисом Аугшкапом)
- 1982 — «Аспекты» Александра Кургатникова
- 1982 — «Дядя Ваня» А. П. Чехова

#### Рижский музыкальный театр
- 1987 — «Индулис и Ария» Райниса
- 1994 — «Из сладкой бутылки» Иманта Калныньша по пьесе Рудольфа Блауманиса

#### Американский латвийский праздник песни в Кливленде
- 1997 — «Головокружение от счастья» по произведениям Рудольфа Блауманиса

## Награды
- Кавалер ордена Трёх звёзд (22 октября 2007 года)[2]
- Почётная грамота Кабинета Министров Латвии (23 октября 2018 года)[3]